# Вільна держава Флашенгальс
Вільна держава Флашенгальс (нім. Freistaat Flaschenhals, від нім. Flaschenhals — пляшкове горлечко) — назва частини прусської провінції Гессен-Нассау, яка не зазнала французької та американської окупації Рейнської області після завершення Першої світової війни, з 10 січня 1919 року по 25 лютого 1923 року. На кінець 2010-х територія Флашенгальса входить до складу федеральних земель Гессен та Рейнланд-Пфальц.

## Історія
Після Комп'єнського перемир'я 1918 союзні війська повністю окупували німецькі території на західному (лівому) березі Рейну. Для підтримки військової присутності і на східному узбережжі річки союзні держави розширили свої окупаційні зони, створивши три напівкруглих плацдарми радіусом в 30 км, центрами яких були Кельн (британська зона), Кобленц (американська зона) і Майнц (французька зона).
Через помилку в розрахунках союзників (довжина ортодромії між Кобленцом і Майнцом трохи перевищувала 60 км) французька і американська зони не перетиналися. В результаті між ними утворився свого роду «розрив» на східному березі Рейну, в якому опинилися долина Віспер, міста Лорх і Кауб і села Лорхгаузен, Зауерталь, Ранзель, Волльмершід, Вельтерод, Цорн, Штрют, Егенрод і Лауфензельден. Оточена гірським масивом Таунус на північному сході і Рейном на південному заході, ця маленька область була фактично ізольована від решти частини в післявоєнній Німеччині, а потім — і від адміністрації Веймарської республіки. Будучи затиснутою між плацдарми союзників, вона мала форму вузького «пляшкового горлечка» (нім. Flashenhals, фр. goulot), звідки і пішла назва даної території.
| Грубою помилкою … було залишення кількох гектарів землі в нейтральній зоні замість повного об'єднання обох плацдармів — генерал Анрі Мордак, командувач французьким сектором |

Після того, як виявилося, що окупаційні зони союзників на правому березі Рейну не стикаються, командувач французьким сектором генерал Анрі Мордак запропонував окупувати і решту території, приєднавши її до французького сектора. З проханням про окупацію звернувся і президент зайнятого французами адміністративного округу Вісбаден Карл Вільгельм фон Майстер, якому формально підпорядковувалися міста та громади Флашенгальса. У своєму листі він вказував, що відрізаним від всякого постачання (після окупації і французи, і американці закрили кордони своїх секторів як для пасажирського, так і для вантажного сполучення) жителям загрожує голодна смерть. У зв'язку з цим він просив німецьку комісію з перемир'я на конференції в Спа підтримати окупацію. У той же час самі жителі Флашенгальса зверталися до комісії з проханнями про збереження її статусу. Начальник президента Вісбаденської округу, оберпрезидент провінції Гессен-Нассау Август фон Тротт цу Зольц, дізнавшись про його звернення, 3 січня 1919 року телеграфував в Спа, що це звернення є особиста думка фон Майсера і підтвердив що населення даного регіону протестує проти ворожої окупації. Також проти подальшого розширення французької окупаційної зони виступили представники Великої Британії і США, які побоювалися, що Франція прагне не забезпечення власної безпеки від Німеччини, скільки до розділу німецької національної держави з тим, щоб приєднати «ласі шматочки» на кшталт індустріально розвиненого Рурського басейну. В результаті 10 січня 1919 року німецький делегат в комісії з перемир'я генерал фон Вінтерфельд повідомив жителів, що пропозиція щодо окупації Флашенгальса була відхилена.
Тоді французи перейшли до тактики виснаження регіону. Однією з її складових було торпедування роботи вивіреної прусської системи управління. Були перерізані всі телефонні і телеграфні повідомлення між Флашенгальсом і Вісбаденом. Пізніше кордон був закритий навіть для поштових відправлень. Вони складались в центральному поштовому і цензурному відділенні Франкфурта-на-Майні і ніколи не потрапляли до адресата. У цій ситуації оберпрезидент фон Тротт цу Зольц наказав вести всю ділову переписку через Кассель. Оскільки традиційні керуючі структури в регіоні були порушені — і столиця округу Вісбаден, і ландрат Рюссельсхайм були окуповані і відрізані від Флашенгальса межами плацдармів — 3 січня 1919 року фон Тротт цу Зольц доручив управління регіоном лімбургійському ландратові Роберту Кьохеру Бюхтінгу, а після відставки Бюхтінга в червні 1919 року — його наступнику Карлу Шеллену. 30 березня 1919 року постановою міністерства юстиції Лімбургійський суд був уповноважений на здійснення правосуддя на території Флашенгальса.

## Економіка

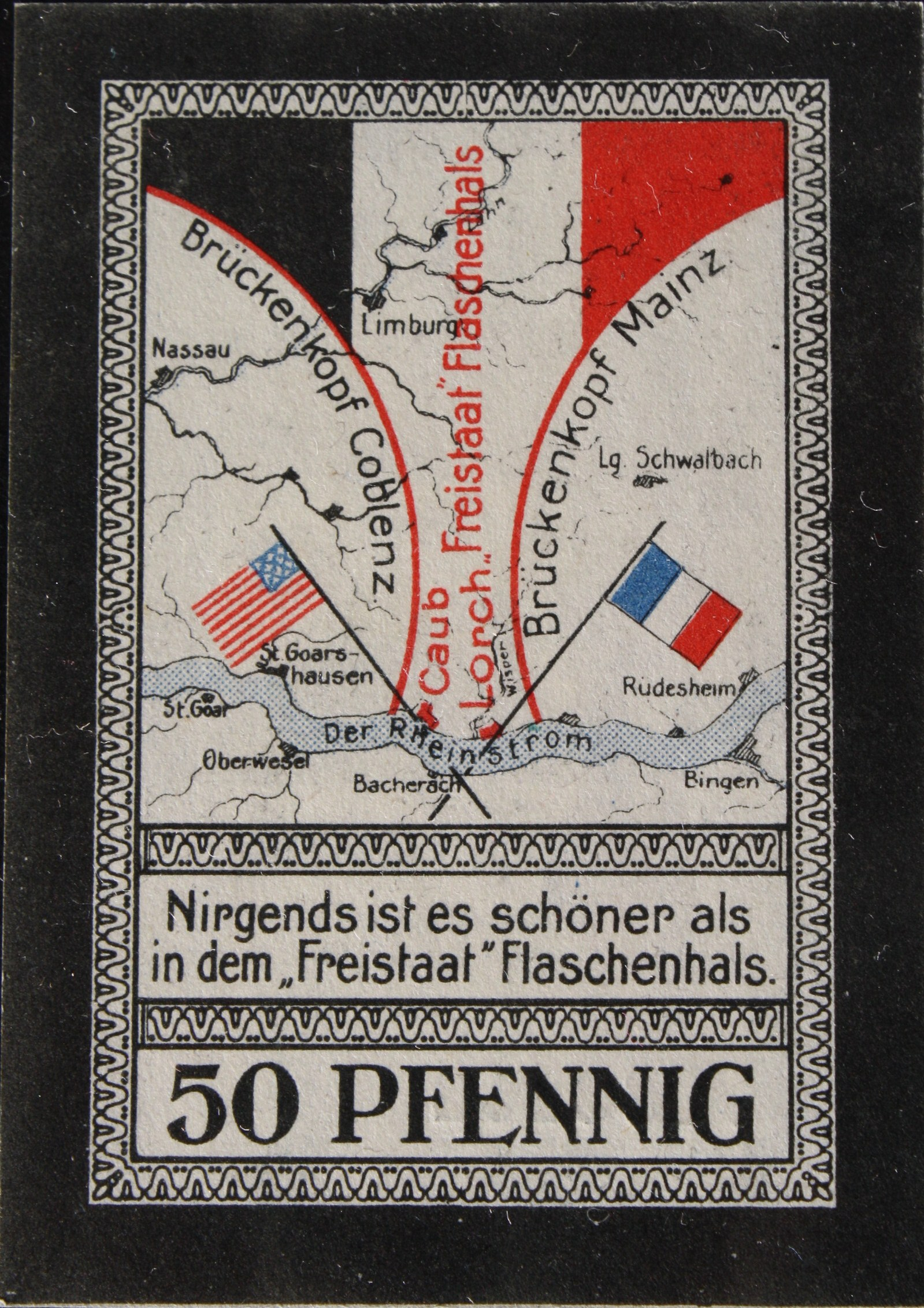
Нотгельд вартістю в 50 пфеннігів (1921)

Проведені без урахування кордонів поселень і наявних шляхів сполучення, кордони окупаційних зон не тільки розділили адміністративні округи, а й пройшли поперек автомобільних і залізних доріг. Географічне положення Флашенгальса було таке, що не було жодної дороги, що з'єднувала його з Лімбургом — найближчим великим містом на неокупованої території Німеччини. Крім того, перерваними виявилися і багато маршрутів, які зв'язували населені пункти Флашенгальса між собою. У зв'язку з цим в регіоні практично припинилося використання автотранспорту. На зміну автомобілям прийшли вози на кінній тязі, здатні здійснювати поїздки по пересіченій місцевості. Імпровізовані нагатки, прокладені між поселеннями, не витримували серйозного навантаження. У такій ситуації вози рушали, будучи завантаженими максимум наполовину, що підвищувало як вартість перевезення товарів так і, зрештою, їхню кінцеву вартість.
Постачання регіону продуктами харчування та іншими необхідними товарами відбувалося через Лімбург-на-Лані. Його бургомістр Маркус Крюсман, який вважав за необхідне в будь-що уникнути французької окупації Флашенгальса, разом з великими міськими торговцями навіть в умовах післявоєнного дефіциту і транспортних складнощів зумів організувати регулярні поставки. Іншим стовпом постачання регіону стала контрабанда, яка давала можливість частково компенсувати плачевний економічне становище. Через кордон вивозилися місцеві вина. З іншого боку, багато виробників вина, чиї виноградники перебували в окупованій зоні, ховали свою продукцію під Флашенгальсе, намагаючись вивести її із зони досяжності французів. Власники великої рогатої худоби переганяли її в неокуповану частина для того, щоб мати можливість продати його за вищими цінами — у французькій окупаційній зоні було введено державне регулювання і були встановлені максимальні ціни.
Припинення залізничного і поштового сполучення в грудні 1918 року спричинило за собою і складнощі з забезпеченням регіону готівкою — рейхсбанк не мав фізичної можливості доставити в регіон необхідні банкнот. Щоб уникнути колапсу економіки регіону місцева влада ухвалила рішення про випуск нотгельду — спеціальних банкнот, які не були законним платіжним засобом, проте стали загальноприйнятим засобом оплати на території обігу.

## Припинення існування
Після чотирьох років існування Вільна держава Флашенгальс було скасована 25 лютого 1923 року після французької окупації Руру. Флашенгальс був в кінцевому рахунку возз'єднаний з прусською провінцією Гессен-Нассау.